# العسكري الأزرق (فلم)
العسكري الأزرق (بالإنجليزية: Soldier Blue) فيلم أمريكي إنتاج عام 1970 من نوع أفلام الغرب الأمريكي، أخرجه رالف نيلسون وبطولة كانديس بيرغن وبيتر ستراوس ودونالد بليزانس، اقتبسه كاتب السيناريو جون جاي من رواية «سهم في الشمس  Arrow in the Sun» للكاتب تي.في.أوسلن المستوحى من أحداث مذبحة ساند كريك في إقليم كولورادو عام 1864، كان المخرج والسيناريست يعتزمان الاستفادة من سرد مذبحة ساند كريك كرمز لحرب فيتنام التي كانت مشتعلة وقت إعداد الفيلم.
صدر الفيلم في أغسطس 1970، ولفت الانتباه بتصويره الصريح للعنف، وقد استشهد بعض علماء السينما بالجندي الأزرق كنقد لـ «الفن النموذجي الأمريكي»، مع تفسيرات أخرى تتراوح من كونه صورة مناهضة للحرب إلى فيلم استغلال ينتهج الإثارة من أجل النجاح المالي.

## طاقم التمثيل
- كانديس بيرجن: في دور كاتي ماريبلز
- بيتر شتراوس: في دور هونوس جانت
- دونالد بليزينس: في دور ايزاك كيوكامبر
- جون اندرسون: في دور كلونيل فيرسون
- جورج ريفيرو: في دور سبوتيد ولف
- دانا الكار: في دور كابتن باتيلز
- بوب كاراواي: في دور الملازم ماك نير
- مارتن وست: في دور الملازم سبينجارن
- جيمس هامبتون: في دور مينيزيس
- مورت ميلز: في دور الرقيب أوهيرن
- جورج راسيك: في دور راننج فوكس[7]

## أحداث الفيلم
في عام 1877، بمقاطعة كولورادو وبعد مذبحة تمت بأيدي هنود الشايان، يجمع القدر الشابة كريستا لي، مع الجندي الأمريكي هونوس جانت، حيث أنهما الناجيان الوحيدان من المذبحة، جانت مكرس حياته لبلده وواجبه، بينما الشابة كريستا لي التي عاشت مع الشايان لمدة عامين، تسخر من جانت (تشير إليه باسم «العسكري الأزرق» باستخفاف) وتعلن أنها تتعاطف مع الهنود الحمر في هذا الصراع، يحاول الاثنان الوصول إلى معسكر الجيش في فورت ريونيون، حيث ينتظر كريستا خطيبها ضابط الجيش، وفي رحلتهم عبر الصحراء بإمكانيات ومؤنة قليلة للغاية، يختبئون من الهنود، تحت ضغط كريستا، يحارب هونوس الهنود ويصيب رئيسهم بجروح خطيرة، ويجد هونوس نفسه غير قادر على قتل الرئيس ورجاله، ينتصر زعيم الهنود ويترك هونوس جريحًا مع كريستا. تترك كريستا الجندي الجريح هونوس في كهف، وتذهب مع تاجر يهودى يبيع السلاح للهنود بعد تدمير شحنة أسلحته الأخيرة لتصل إلى فورت ريونيون، وتكتشف أن وحدة سلاح الفرسان التابع لها خطيبها تخطط لمهاجمة قرية شايان الهندية الهادئة في اليوم التالي. تهرب كريستا على ظهر جواد إلى القرية الهندية لتحذير رئيسهم سبوت وولف، الذي لا يدرك الخطر القادم، ويستخدم العلم الأمريكي لإعلان السلام، ويمد يد الصداقة للجنود الأمريكيين. يطلق سلاح الفرسان الرصاص على رجال القرية، ثم يهاجموا خيام القرية واغتصاب النساء وتقطيع الأجساد وسط محاولات الجندي هونوس (الذي تعافى وأسرع إلى مكان المعركة) لمنع القتل والاغتصاب، وينتهي الفيلم وهونوس مقيد بالأغلال متهمًا بالخيانة، وهروب كريستا مع الناجيين من الهنود.

## تحليل
أثناء تصوير الفيلم، كانت الولايات المتحدة منخرطة في حرب فيتنام المتنازع عليها، ورأى العديد من النقاد أن الفيلم يشير إلى مذبحة ماي لاي (هي مجزرة وقعت خلال حرب فيتنام على أيادي جنود أمريكيين يوم 16 مارس 1968، لاقى ما بين 300 و500 مدني مصرعهم في هذه المجزرة)، أثار الفيلم عند صدوره ضجة كبيرة واستمرت لفترة طويلة، استنكر النقاد النفاق والأكاذيب التي شكلت التاريخ التأسيسي للولايات المتحدة، فيما يتعلق بالسياسة المعتمدة تجاه الأمريكيين الأصليين وفيما يتعلق بالفكرة الأنثروبولوجية عن السكان الأصليين. ويصبح الفيلم على لسان المعلقين، مثالًا على زيف ونفاق المجتمع الأمريكي في الستينيات والسبعينيات فيما يتعلق بهذه الحرب، لدرجة أن الفيلم يصبح بيانًا احتجاجيًا لجيل أمريكي لم يتوافق مع المجتمع والثقافة السائدة في أمريكا، ويسهم في إثارة نقاش تاريخي ثقافي واجتماعي عميق، سواء في السبعينيات أو في الفترات اللاحقة

## الإنتاج
قدم الفيلم أول إنتاج سينمائي عن مذبحة ساند كريك، وهي واحدة من أكثر الحوادث شهرة في تاريخ الحروب الأمريكية، حيث قامت ميليشيا إقليم كولورادو تحت حكم العقيد جون م. للسهول الشرقية بهذه المذبحة الرهيبة، تم وضع قضية المذبحة كجزء من قصة خيالية حول هروب إثنين من الناجين البيض من مذبحة سابقة راح ضحيتها قوات الفرسان الأمريكية بأيدي هنود الشايان، وتم تغيير أسماء الشخصيات التاريخية الفعلية. صرح المخرج رالف نيلسون أن الحروب في فيتنام وسونغمي كانت مصدر إلهام لصنع الفيلم.
بدأ التصوير الرئيسي في 28 أكتوبر 1969، مع التصوير الخارجي الذي يجري في المكسيك، وتم توظيف آرثر أورنيتز في الأصل كمصور سينمائي للفيلم، ولكن تم استبداله بالمصور روبرت ب. هاوزر بعد عدة أسابيع من الإنتاج.
قالت الممثلة كانديس بيرجن، أن المخرج أحضر شاحنة كبيرة مليئة بالأطراف الصناعية أثناء تصوير المعارك العنيفة، بالإضافة إلى ذلك، تم تعيين بعض الأشخاص ممن لهم أطراف مبتورة من مكسيكو سيتي للعمل في تصوير المجازر النهائية.

## الموسيقى
قامت الموسيقية الكندية «بافي سانت ماري» بكتابة موسيقى الفيلم التي تحمل نفس اسم الفيلم «العسكري الأزرق»، بافي سانت ماري حائزة على جائزة الأوسكار، وهي أيضا ناشطة اجتماعية سلمية، ركزت عملها على القضايا التي تواجه الشعوب الأصلية في الأمريكتين، تتضمن أغانيها وكتاباتها أيضًا مواضيع الحب والحرب والدين والتصوف. نالت التقدير والجوائز والأوسمة لموسيقاها وكذلك عملها في التعليم والنشاط الاجتماعي

## استقبال الفيلم والنقد

### النقد وقت صدور الفيلم
أجمع النقاد على أن الفيلم يشير إلى مذبحة ماي لاي التي حدثت في العام السابق على صدور الفيلم، وكتب دوتسون رادر في صحيفة نيويورك تايمز: «أن الجندي الأزرق يجب أن يتم ترقيمه من بين الأفلام الأكثر أهمية والأكثر وحشية وتحررًا وأكثرها صدقًا على الإطلاق»، كتب الناقد السينمائي المعروف «روجر إيبرت» في جريدة شيكاغو صن تايمز: «الجندي الأزرق هو بالفعل وحشي، لكنه يرتدي عباءة الحقيقة بوعي ذاتي، من المفترض أن يكون فيلمًا مؤيدًا للهنود الحمر، وفي النهاية، الكاميرا تخبرنا أن القصة كانت صحيحة إلى حد ما، وأن رئيس أركان الجيش نفسه وصف المذبحة التي ظهرت في الفيلم بأنها واحدة من أكثر اللحظات المخزية في التاريخ الأمريكي، وأضاف:» لذلك كان، بالطبع ومن المفترض أن نجعل وصلة بين مذبحة فيتنام وفيلم العسكري الأزرق، لكن هذا لن ينفع، لأن الفيلم مختلط للغاية لدرجة أنه لا يمكن اعتباره رمزا جادا لأي شيء«، أما الناقد» دنيس شوارتز«فقد كتب:» حاول مقارنة هذه الفظائع في التاريخ الهندي بمذبحة ماي لاي التي حدثت في العصر الحديث خلال حرب فيتنام"، وصفت مجلة "تايم أوت«الفيلم بأنه محرج مناهض للعنصرية بشكل مريع حول مذبحة الفرسان الأمريكيين الشهيرة في خليج كريك، ومن أجل الدعاية تحولت المجزرة نفسها إلى مهرجان دموي استفزازي وكثير من الأطراف المبتورة». منح موقع روتن توميتوز الفيلم تقييم متوسط بدرجة 43%.

### النقد الحديث
وصف النقاد والعلماء الحديثون، أن فيلم العسكري الأزرق هو فيلم مناهض لأمريكا، وفيلم استغلال (ينتهج الإثارة من أجل النجاح المالي)، وفي عام 2004 وصفته هيئة الإذاعة البريطانية بأنه أحد أهم الأفلام الأمريكية التي تم إنتاجها على الإطلاق، وفي عام 2008 أصدر الناقد والكاتب البريطاني ب.ب.هيرست كتابا يحمل عنوان "أكثر الأفلام وحشية: العسكري الأزرق" وعلى الغلاف كتب "العنف السينمائي وأهوال الحرب" ونقرأ في الكتاب: يعتقد عدد كبير من النقاد في عام 1970 أن الجندي الأزرق قد وضع علامة جديدة في العنف السينمائي، وقد حقق نجاحًا هائلاً في بريطانيا العظمى ومعظم دول العالم الأخرى، وأعلن مخرج الفيلم أنه لم يحقق النجاح الجماهيري في الولايات المتحدة، وهذا لا علاقة له بمشاهد العنف ولكنه بسبب ان سلاح الفرسان الأمريكي يمهد آفاقا جديدة، بالنسبة لتصوير المخرج نيلسون للجنود الذين يرتدون اللون الأزرق وهم متعطشين للدم، والذين يفجرون أدمغة الأطفال والنساء، حطم المخرج إلى الأبد واحدة من أساطير الفيلم الأكثر ثباتًا في أمريكا - تلك الخاصة بالفرسان كأشخاص جيدين يركبون الخيول سعيا إلى الإنقاذ - وجعل العسكري الأزرق واحدًا من أكثر الأفلام تطرفاً في تاريخ السينما الأمريكية. قد يكون لفشل الفيلم في وطنه أيضًا علاقة بعدم قبول مناقشة فكرة العنف الأمريكي  في بعض الأوساط، مدفوعًا بدعاية شركة الإنتاج - بأنه الفيلم كان رمزيًا متعمدًا لفيتنام، يضع النقاد هذا الفيلم بعد انقضاء فترة السبعينات، في مجموعة الأفلام التي تبين العنف الأمريكي مثل فيلم بيرت لانكستر "غارة أولزانا" 1972، وبالرغم من أي معنى يقصده الفيلم فقد كان هناك دائما انتقاد استغلال المشاهد الدموية للنجاح".
كتب الأكاديمي السينمائي «كريستوفر فرايلينج» ان الفيلم غاضب جدا ولا يمكن اعتباره من أفلام رعاة البقر، فالفيلم له قواعد ايدلوجية (النسق الكلي للأفكار والمعتقدات)، وعلقت النجمة كانديس بيرجن بطلة الفيلم كان قلبه، إن لم يكن أي شيء آخر، في المكان الصحيح.
قدمت الفنانة «أندريا كارلسون» وهي من أوجيبوا أو تشيبيوا (إحدى القبائل الهندية الكبيرة في أمريكا الشمالية)، إحدى أعمالها تحت عنوان «العسكري الأزرق» وهي مجموعة من أشكال ورسومات وعليها كتابات مختلفة تعبر عن تلك المرحلة.

## عرض الفيلم بدور العرض
عرض الفيلم لأول مرة في مدينة نيويورك في 12 أغسطس 1970، وافتتح في لوس أنجلوس بعد ذلك بيومين في 14 أغسطس.

## أرباح الفيلم
كان الفيلم ثالث أكثر الأفلام شعبية في شباك التذاكر في بريطانيا عام 1971،  وحقق 1.2 مليون دولار في أمريكا وكندا. صعدت أغنية الفيلم من الحان وأداء بافي سانت ماري إلى قائمة أفضل عشرة أغاني في المملكة المتحدة وكذلك دول أخرى في أوروبا واليابان خلال صيف عام 1971

## وصلات خارجية
- مقالات تستعمل روابط فنية بلا صلة مع ويكي بيانات